# Quantanthura remipes
Quantanthura remipes är en kräftdjursart som först beskrevs av Barnard 1914.  Quantanthura remipes ingår i släktet Quantanthura och familjen Anthuridae. Inga underarter finns listade i Catalogue of Life.